# Darlington Raceway
Darlington Raceway — гоночная трасса, построенная для проведения гонок серий NASCAR и располагающаяся в Дарлингтоне, штат Южная Каролина. Среди болельщиков и гонщиков NASCAR овал получил прозвище «Леди в чёрном» (англ. The Lady in Black) и «Трек, который слишком сложно приручить» (англ. The Track Too Tough to Tame). Трасса имеет нестандартную яйцевидную форму с отличающимися друг от друга парами поворотов. Необычная конфигурация усложняет настройку машин для эффективного прохождения обоих типов поворотов.

## В культуре
Гонка Southern 500 1959 года показана в фильме Thunder in Carolina 1960 года с Рори Кэлхуном и Аланом Хейлом младшим в главных ролях.
Darlington Raceway также представлена в фильме «Дни грома» 1990 года, в главных ролях Том Круз, Роберт Дюваль и Николь Кидман.